# 邻苯二甲酸二(2-丁氧基乙酯)
邻苯二甲酸二丁氧基乙基酯（英語：Dibutoxy ethyl phthalate）是一种邻苯二甲酸酯，结构简式C6H4[COO(CH2)2O(CH2)3CH3]2，是聚氯乙烯和聚醋酸乙烯酯生产过程中常用的塑化劑，常温常压下为无色液体，密度为0.93 g/ml.。